# النادي الثقافي القومي (الكويت)
في أواخر الخمسينيات شهدت الكويت أول محاولة لإنشاء رابطة أدبية بعد افضاض النادي الأدبي قبل ذلك بخمسة وثلاثين عاماً أو تزيد، وقد جاء عنها هذا الخبر في صحيفة (الشعب) بتاريخ 22/5/1985 ما نصه:

## أعضاء النادي
- عبد العزيز حسين - أمينا للرابطة.
- عبد الله حسين - أمين السر.
- فاضل خلف - امين للصندوق.
- أحمد العدواني - عضو.
- عبد الرزاق البصير - عضو.
- احمد أبو بكر - عضو.
- علي عقيل - عضو.

## توجه النادي
يتبنى النادي الثقافي القومية الدعوة القومية وقد تشكل من الشباب الذين أكملوا تعليمهم في خارج الكويت بصفة خاصة، وجربوا أو لاحظوا التنظيمات القومية في الخارج.

## تأسيس النادي
في 15 نوفمبر 1952م اصدر نداءه إلى المواطنين في الكويت يدعوهم إلى الانضمام إلى النادي، وكان على رأس هذا النادي أحمد السقاف والدكتور أحمد محمد الخطيب ويوسف إبراهيم الغانم وعبد الرزاق البصير وعبد الله احمد حسين وغيرهم.

## مجلة الأيمان
قد أصدر النادي مجلة سماها (الإيمان) ما لبث أن توسع فيها بإصدار (ملحق الأيمان)، وكانت المجلة والملحق يبثان الفكرة القومية ويعلمان مبادئها، بوسائل شتى، قد تكون مقالة أو عرضاً لكتاب أو لقصيدة من الشعر.

## انحلال الرابطة
لم تعمر هذه الرابطة الأدبية، إذ حلت الجمعيات كلها في أعقاب تلك الفترة، حتى صدرت القوانين المنظمة للنشاط الاجتماعي وتكوين الجمعيات، مع إعلان الاستقلال، ومن ثم اختفت طريقة وأهداف تلك الجمعيات، كما تعددت بتعدد المجالات المهنية والاتجاهات الفكرية والنزاعات السياسية.